# Jack Jones (1894–1962)
Jack Jones właściwie John Henry Jones (ur. 26 października 1894, zm. 31 października 1962) – brytyjski polityk Partii Pracy, deputowany Izby Gmin.

## Działalność polityczna
W okresie od 5 lipca 1945 do 23 lutego 1950 reprezentował okręg wyborczy Bolton, a od 23 lutego 1950 do śmierci 31 października 1962 okręg wyborczy Rotherham w brytyjskiej Izbie Gmin. Od 1947 do 1950 był również parlamentarnym sekretarzem w ministerstwie zaopatrzenia w pierwszym i drugim rządzie Clementa Attlee’go.